# كلوستريديوم روثي
كلوستريديوم ستيركوراريوم أو كلوستريديوم روثي (نسبة إلى مصدر العزولات isolate وهو السماد مُخَلَّط المتكوم) هي بكتيريا محبة للحرارة محللة للسليلوز. وهي بكتيريا لاهوائية مكونة للأبواغ وناقضة للسكر, وخلاياها عصوية بحجم تتراوح أبعاده بين 0.7 إلى 0.8 مضروبة في 2.7 إلى 7.7 ميكرومتر. وقد تم تحديد تسلسل الجينوم الخاص بها.

## قراءة إضافية
- Adelsberger H، Hertel C، Glawischnig E، Zverlov VV، Schwarz WH (2004). "Enzyme system of Clostridium stercorarium for hydrolysis of arabinoxylan: reconstitution of the in vivo system from recombinant enzymes". Microbiology. ج. 150 ع. Pt 7: 2257–66. DOI:10.1099/mic.0.27066-0. PMID:15256568.
- Bronnenmeier، Karin؛ Staudenbauer، Walter L. (1988). "Purification and properties of an extracellular ?-glucosidase from the cellulolytic thermophile Clostridium stercorarium". Applied Microbiology and Biotechnology. ج. 28 ع. 4–5: 380–386. DOI:10.1007/BF00268200. ISSN:0175-7598.

## روابط خارجية
- (بالfr+en) مرجع موسوعة الحياة (EOL) : Clostridium stercorarium
- LPSN
- Type strain of Clostridium stercorarium at BacDive - the Bacterial Diversity Metadatabase